# Сент-Джон, Теодор
Теодор Сент-Джон (англ. Theodore St. John, 27 сентября 1906, Нью-Йорк, Нью-Йорк — 9 января 1956, Нортгемптон, Массачусетс) — американский писатель, актёр, режиссёр кино, радио и театра. В 1953 году он получил премию «Оскар» за лучшую сюжетную линию фильма за фильм «Величайшее шоу мира» (1952). Его победу разделили Фредрик М. Фрэнк и Фрэнк Каветт. 
С 1942 по 1946 год служил в армии. Он умер в 1956 году от нанесённых себе ножевых ранений.

## Избранные работы
- Ghosts (1927) — актёр в бродвейской постановке[4]
- Величайшее шоу мира (1952) — сценарий
- Форт Алжир[англ.] (1953) — сценарий